# Filippo Meneghetti
Filippo Meneghetti (* 1980 in der Provinz Padua) ist ein italienischer Filmregisseur und Drehbuchautor. Internationale Bekanntheit erlangte er durch sein Spielfilmdebüt Wir beide (2019).

## Leben
Der aus Padua stammende Filippo Meneghetti kam erstmals in New York mit der Produktion von Kurzfilmen und Theaterstücken in Berührung. Zurück in Italien studierte er Filmregie und Anthropologie an der Universität La Sapienza in Rom.
Meneghetti schützt sein Privatleben streng vor der Presse.

## Karriere

### Anfänge in Italien
Im Jahr 2009 arbeitete Meneghetti an der Hintergrundgeschichte zu Stefano Bessonis Spielfilm Imago mortis mit. Der Horrorfilm mit Oona Castilla Chaplin und Geraldine Chaplin erzählt von einer mysteriösen Mordserie an einer europäischen Filmhochschule. Im selben Jahr gab er sein Debüt als Regisseur und Drehbuchautor mit dem Dokumentarfilm Maistrac: lavorare in cantiere (2009). Darin porträtierte Meneghetti sechs Arbeiter, die trotz unterschiedlicher sozialer und geografischer Herkunft auf Baustellen in Venetien gemeinsam ihren Lebensunterhalt verdienen. Maistrac: lavorare in cantiere wurde auf mehreren italienischen Filmfestivals gezeigt und gewann einen Preis beim Euganea Film Festival. Daneben arbeitete er mehrere Jahre als Regieassistent.
2012 schrieb Meneghetti das Drehbuch und führte die Regie an seinem ersten dramatischen Kurzfilm L’intruso mit Roberto Citran. Die 19-minütige Produktion berichtet von einer Vater-Sohn-Beziehung in einer ländlichen italienischen Kleinstadt, die Angst vor dem Zuzug von Migranten hat. Das Werk gewann 2013 den Publikumspreis auf dem französischen Angers European First Film Festival. Im selben Jahr wurde der gemeinsam mit Piero Tomaselli inszenierte Kurzfilm Undici veröffentlicht.

### Umzug nach Frankreich und erfolgreiches Spielfilmdebüt
Später zog Meneghetti nach Frankreich. Dort war er für Regie und Drehbuch des in bretonische Sprache gedrehten Kurzfilms La bête (2018) verantwortlich. Der 22-minütige Streifen erzählt von einem Kind, das in einer abgelegenen Gegend einen Abgrund hinabstürzt. Der fast erblindete Großvater, ein alter Hirte, versucht daraufhin die ängstlichen Bewohner des entlegenen Ortes von einer nächtlichen Rettungsaktion zu überzeugen.
Der Durchbruch als Filmemacher stellte sich 2019 mit seinem französischsprachigen Spielfilmdebüt Wir beide ein, für das er erneut für Drehbuch (gemeinsam mit Malysone Bovorasmy) und Regie verantwortlich zeichnete. Der Film handelt von zwei Nachbarinnen in den Siebzigern, Mado und Nina (dargestellt von Martine Chevallier und Barbara Sukowa), die ihre lesbische Beziehung vor Mados erwachsenen Kindern verbergen. Als das gemeinsame Coming-out am fehlenden Mut Mados immer wieder scheitert und diese auch noch einen Schlaganfall erleidet, ist es an Nina, sich den Weg zu ihrer Freundin entschlossen zu erkämpfen. Zur Vollendung seines Drehbuchs war Meneghetti 2017 in die Schreibwerkstatt des Angers European First Film Festivals eingeladen worden und hatte ein Jahr später einen ersten Preis für sein noch unveröffentlichtes Skript erhalten.
Meneghetti, der sich als großer Bewunderer von Barbara Sukowa outete, sei u. a. in seiner Jugend durch die Bekanntschaft zu einem älteren Paar mit teilweise ähnlicher Lebens- und Liebesgeschichte zu Wir beide inspiriert worden. Die Freundschaft hätte in seinem Erwachsenwerden eine große Rolle gespielt, seine Liebe zum Kino beeinflusst und er wollte mit dem Film etwas an das Paar zurückgeben. Mit dem Drehbuch habe er bereits 2013 begonnen und Sukowa im Hinterkopf gehabt, da zur selben Zeit ihr Film Hannah Arendt in den französischen Kinos angelaufen war. Später schickte er der deutschen Schauspielerin auf gut Glück das Drehbuch, die ihn später für seine sensible Arbeitsweise loben sollte. Wir beide gewann 2020 trotz der COVID-19-Pandemie mehrere Preise auf internationalen Filmfestivals. Im selben Jahr setzte sich Meneghettis Regiearbeit als französischer Beitrag für die Kategorie „bester internationaler Film“ bei der Oscarverleihung 2021 gegen Werke etablierterer Filmemacher wie Maïwenn (ADN) oder François Ozon (Sommer 85) durch. 2021 erhielt Wir beide bei der Verleihung der französischen Prix Lumières die meisten Nominierungen und gewann die Preise für die beste Darstellerin (Chevallier und Sukowa) und für das beste Erstlingswerk. Im selben Jahr wurde Meneghetti auch der César für das Beste Erstlingswerk verliehen. Die deutschsprachige Fachkritik lobte den Film als „Psychothriller fürs Herz“, zog Vergleiche zur Atmosphäre der Werke Claude Chabrols und zeigte sich vom Spiel Barbara Sukowas begeistert.

## Filmografie
- 2009: Maistrac: lavorare in cantiere (Dokumentarfilm)
- 2012: L’intruso (Kurzfilm)
- 2012: Undici (Kurzfilm)
- 2018: La bête (Kurzfilm)
- 2019: Wir beide (Deux)

## Auszeichnungen
- 2009: Euganea Film Festival – Premio „Panorama Veneto“ (Maistrac: lavorare in Cantiere)
- 2013: Angers European First Film Festival – Publikumspreis (L’intruso)
- 2018: VISIO Foundation Prize – Bestes unveröffentlichtes Filmdrehbuch (Wir beide)
- 2020: Angers European First Film Festival – Großer Preis der Jury (Wir beide)
- 2020: FEST International Film Festival – Jurypreis und Merlinka Queer Film Award (Wir beide)
- 2020: Frameline San Francisco International LGBTQ Film Festival – Bester Erstlingsfilm (Wir beide)
- 2020: Molodist International Film Festival – FIPRESCI-Preis und Publikumspreis (Wir beide)
- 2020: Montclair Film Festival – Publikumspreis (Wir beide)
- 2021: Prix Lumières – Bestes Erstlingswerk (Wir beide)
- 2021: César – Bestes Erstlingswerk (Wir beide)